# Pedro Martín-Paredes Cermeño
Pedro Martín Cermeño y Paredes, conocido también como Pedro Cermeño (Melilla, 26 de marzo de 1722 - La Coruña, 15 de diciembre de 1790), fue un noble, arquitecto e ingeniero militar español, Gobernador Militar de Orán y Capitán General de Galicia. 

## Biografía
Hijo del también ingeniero militar Juan Martín Cermeño y de la melillense Antonia de Paredes. Casó con María del Carmen Cisneros de Castro y Ulloa, hija del I Conde de Gimonde, Juan Antonio Cisneros de Castro y hermana del II Conde, Pedro Cisneros de Castro y Ulloa.

Hizo sus estudios en la Real Academia Militar de Matemáticas y Fortificación de Barcelona, donde estaba destinado su padre, llegando en su carrera militar al grado de Capitán General. Fue nombrado caballero de la Orden de Alcántara en 1755. También fue administrador de la encomienda de Villafames en la Orden de Montesa.

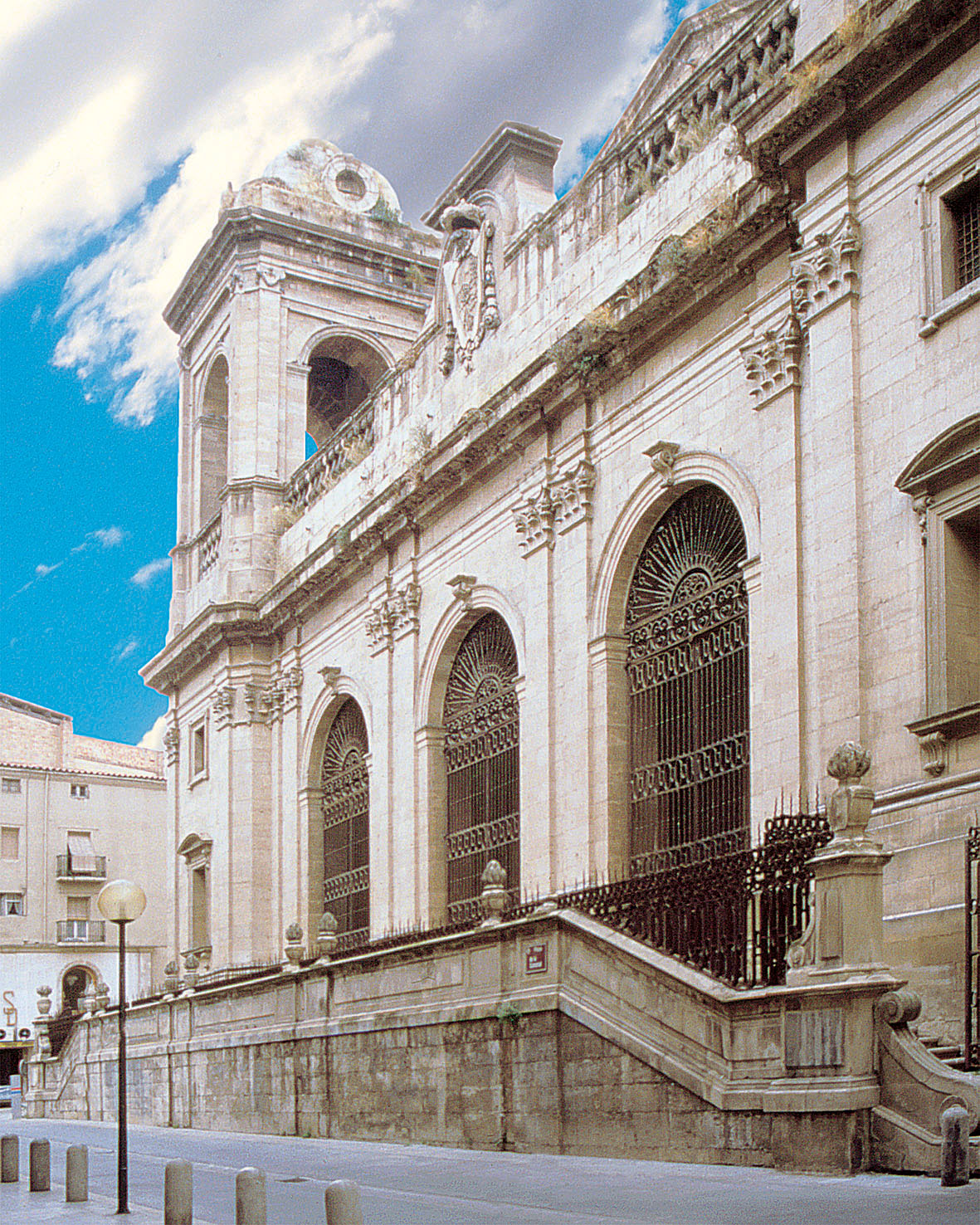
Catedral Nueva de Lérida

En 1768 fue nombrado individuo de honor y mérito en arquitectura por la Real Academia de Bellas Artes de San Fernando y en 1770 consiliario de dicha institución.
En 1774 fue nombrado Gobernador de Orán y ocupó el cargo hasta 1778, un cargo que también había ocupado años antes su padre.
En 1776 con el grado de maestre de campo (ascendió en 1770) estuvo en la expedición para la conquista de la isla de Santa Catalina como segundo al mando del ejército después de don Pedro de Ceballos. Entonces tenía asiento en el Consejo Supremo de la Guerra.
En octubre de 1777 asciende al grado de teniente general.
Desde octubre de 1777 ejerce la interinidad como capitán general del Reino de Galicia y la presidencia de su Real Audiencia. El 24 de febrero de 1779 el Rey le otorga la plaza en propiedad, hasta que murió en La Coruña, en 1790, aunque no a consecuencia de una caída del caballo como sostiene Ortega Romero, sino probablemente por causa de un derrame cerebral.
La Gaceta de Madrid de 25 de enero de 1791 publicó la defunción de Pedro Cermeño:

El 15 de diciembre próximo pasado falleció en La Coruña, de edad de 68 años, 9 meses y medio el Excmo. Señor Don Pedro Martín Cermeño Garcia de Paredes, Caballero del Orden de Alcantara, Gobernador y Capitán General del Reyno y Exercito de Galicia, y Presidente de su Real Audiencia. Sirviendo a Su Majestad por espacio de 59 años, habiendo empezado desde Cadete, y seguido su carrera militar en el Cuerpo de Ingenieros, del que fue Ingeniero general interino; se halló en la última guerra de Italia; y en la de  Portugal de Quartel Maestre general, en que dirigió el sitio de la plaza de Almeyda; obtuvo el mando general interino de la plaza de Orán; fue destinado a la expedición de Buenos Aires de segundo xefe militar; se halló en la toma de la isla de Santa Catalina y de la plaza de la Colonia; y se acreditó siempre de inteligente y celoso del Real servicio.

Con motivo de haber estado presente Pedro Cermeño como asistente y diputado a la Jura del Príncipe don Fernando (futuro Fernando VII) como príncipe de Asturias, en la Iglesia del Real Monasterio de San Jerónimo de Madrid el 23 de septiembre de 1789; el rey Carlos IV le hace merced de título noble de Castilla (marqués de Cermeño) con Real Decreto de 12 de noviembre de 1789 (según Mercurio Histórico de noviembre de 1789).
Su retrato junto al de su padre, fue colocado en la galería de ingenieros célebres de la antigua Academia de ingenieros militares de Guadalajara, según boletín del ejército del año 1844.
De su matrimonio con María del Carmen Cisneros, hermana del Conde de Gimonde, tuvo un hijo, Santiago Cermeño Cisneros, que falleció sin descendencia, dejando como heredera a su prima hermana Jacoba Cisneros, Condesa de Gimonde.

## Obra arquitéctónica en Cataluña
Tras la conversión de la Catedral medieval de Lérida en cuartel, en 1707, la sede episcopal se trasladó a distintas iglesias hasta que se decidió la construcción de una Catedral Nueva, bajo la advocación de la Asunción de la Madre de Dios, que Cermeño proyectó. La primera piedra se puso el 15 de abril de 1761 en presencia del obispo Manuel Macías Pedrejón. Las obras fueron llevadas a término por Francisco Sabatini.
También construyó la iglesia de San Miguel del Puerto, en la Barceloneta, barrio que había proyectado su padre, Juan Martín Cermeño.
Trabajó con su padre en las obras del Castillo de San Fernando de Figueras, continuándolas cuando murió aquel.

## Obra arquitectónica en Galicia
Durante su estancia en Galicia intervino en diversas obras, entre las que se cuentan el proyecto de ordenación de la Plaza de santa Susana en Santiago de Compostela, que no se llegó a realizar, y el proyecto de la fachada atlántica de Marineda, en La Coruña, que se llamaron las Casas de Paredes, que no llegó a terminarse pero cuya realización parcial dejó una huella relevante en la ciudad. Su ambiciosa idea era la de crear un frente uniforme en la Marina, desde el Cantón Grande hasta la Puerta Real, dejando como lugar central la Casa de la Aduana. La fuente de inspiración de Cermeño debieron de ser los "quais" que en el siglo XVIII engalanaron las fachadas marítimas y fluviales de ciudades francesas como Burdeos o Nantes.